# Johann Janotyckh
Johann Janotyckh von Adlerstein (magyarosan: adlersteini Janotyckh János, Prága, 1811. – ?) hivatalnok, császári és királyi hadügyminisztériumi igazgató.

## Élete
Öregatyja Janotyckh József János 1761. június 22-én nemességet nyert. Janotyckh a császári hadseregben szolgált a tüzéreknél, később a dsidásezredben, hol 1835-ben lóról leesés következtében szolgálatképtelen lett. Nőül vette egy leányintézet tulajdonosát Pesten, hol zeneleckéket adott és a német hírlapok munkatársa lett; 1848-ban átvette a Morgenröthe szerkesztését és lapjában a magyarok törekvései ellen írt; ezért elzárták; innét kiszabadulván, 1848. november 1-jén a magyar szekerészeti osztályba lépett mint írnok (Fourier). Az osztrák seregek Pestre bevonulásakor a császári és királyi központi vizsgáló-bizottságnál alkalmazták. Ő felségének magyarországi körútja alkalmával kíséretében volt mint rendőri alkalmazott. Később a császári és királyi hadügyminisztériumban igazgató tiszt volt és 1861. április 1-jén nyugdíjazták.
Cikkei a Pester Zeitungban (1849. 897., 899., 900. sz. Sellung des k. k. Militärs während der Revolutionszeit in Ungarn, 911-944. sz. Daguerreotypen der Lüge und Wahrheit).

## Munkái
- Offener Brief an den Redakteur des Ungars. Pesth, 1848.
- Das Sedlnitzky'sche Censurgericht in Pest. Uo. 1848. (Nyáry Pál ellen intézett röpirat).
- Federzeichnungen. Eine Reihe von Skizzen, den socialen und politischen Zuständen in Ungarn vor und während der Revolutionszeit entnommen. Wien, 1850. Két kötet.
- Die letzten zwei Jahre Ungarns. Chronologisches Tagebuch der magyarischen Revolution. Uo. 1850. Három kötet.
- Archiv des ungarischen Ministeriums und Landesvertheidigungs-Ausschusses. Vollständige Sammlung aller vom 16. März 1848 bis 5. Juni 1849 erschienenen Verordnungen, Proklamationen, Zuschriften ... der ungarischen Regierungsbehörden, der parlamentarischen Reden und wichtigeren Leitartikel Kossuth's, sämmtlicher Kriegsbulletins und berichte der ungarischen Corpscommandanten, redigirt und mit erläuternden Noten begleitet. Altenburg, 1851. Három kötet.
- Gedenkbuch ... (ő felségének magyarországi utazásának emlékére).
- Ilka vagy a huszár toborzó, eredeti víg opera. Szövegét írta N., zenéje Doppler Ferencz. Pest (1855), azután 1861-ben jelent meg másodszor. (A Magyar Nemzeti Múzeum példányainak címlapjára a buzgó Mátray Gábor könyvtárőr J. nevét írta; de tényleg ő írta-e a szöveget, az kétséges).

Vannak zeneszerzeményei is, ilyen a budapesti Zongoratanító. Első rész 16. munka; pesti Zongoratanító. Első rész 16. munka; Elementar-Unterricht in der Musik, Op. 23.